# 高柳美知子
高柳 美知子（たかやなぎ みちこ、1931年 - 2016年）は、性教育評論家。俳人の高柳重信は兄、歌人の高柳蕗子は重信の長女で美知子の姪。

## 略歴
- 東京都生まれ。
- 早稲田大学教育学部卒業。
- 中学・高校の国語教師を勤めた後、1982年、山本直英らと"人間と性"教育研究協議会を創設し代表幹事、会長に就任。
- 1990年、NHK学園生涯学習講座「人間と性」専任講師、『性と生の教育』副編集長、上海性科学研究センター名誉顧問、北京性健康教育研究会名誉理事、東京総合教育センター相談員、人権アクティビストの会幹事、日朝協会本部代表理事。

## 著書
- 『女教師美しき惑いのあなたへ』あゆみ出版　1980
- 『性の絵本 4　なぜ、こんなことして生きているの?』木原千春画　大月書店　1992
- 『性の絵本 2　子どもからおとなへ生きる』木原千春画　大月書店　1992
- 『文学のなかの性と生 対なるエロスを探る』大月書店　1992
- 『からだと性器はだれのもの 統一協会系のボディコントロールを衝く』1994　かもがわブックレット
- 『熟年の性 円熟の性愛か倦怠の性愛か』人間の生涯と性 ひとびとの生、いろいろな性 3　大月書店　1994
- 『性はHのことじゃない』岩崎書店　1997　シリーズ・いきいき学校生活
- 『わが子に性が語れますか? 子育てのなかの<性と生>』三友社出版　1998　21世紀ブックレット
- 『『源氏物語』への誘い その魅力の源泉を探る』三友社出版　1999　21世紀ブックレット
- 『性ってなに?』新日本出版社　2003
- 『高齢恋愛 ラスト・ラブを求めて』茉莉花社 2004
- 『セックス抜きに老後を語れない』茉莉花社 2004
- 『ママ、パパおしえて! パパにはオッパイはないの?赤ちゃんはどこからくるの?』子どもの未来社　2006
- 『マリッジ・アゲイン 熟年からの女性の幸福を作り直す生き方』茉莉花社 2008

## 共編著
- 『愛と生と性のレッスン』山本直英共著　高校出版　1988　高校生に贈る本
- 『子どもと楽しむ短歌・俳句・川柳』高柳蕗子共編著　あゆみ出版　1995
- 『共生・人権をめざすエイズ学習』編　あゆみ出版　1996　シリーズ科学・人権・自立・共生の性教育 21世紀へのヒューマン・セクソロジー
- 『わが子に贈る「性」のQ&A 中学生に役立つ性情報32』山本直英共著　三友社出版　1999　21世紀ブックレット
- まんがで読む・ひとびとの生と性　山本直英共著　ポプラ社　2000

『新しい自分をみつけよう エイズ・戦争のなかの性・売買春・同性愛・男女共同参画社会』東山えつこ画　　
『あなたがママやパパになったら 性交・妊娠・出産・育児』村井香葉画　　
『家族のカタチはいろいろ 結婚・非婚・離婚・養子・単身』CANICO画　　
『恋するこころは昔も今も 神話の恋・うたの恋・中世の恋・近世の恋』二宇李佑紀ほか画　
『もっと知りたい女の子のこと・男の子のこと 月経・精通・Hなこと』東山えつこ
- 『日本にも戦争があった 七三一部隊元少年隊員の告白』篠塚良雄共著　新日本出版社　2004
- 『老いてなおステキな性を 高齢期の男女の関係性を問う』編著　かもがわ出版　2005
- 『60歳からの豊かな性を生きる』塩沢幸登共著　茉莉花社 2006
- 『Q&A子どもの性の相談室』編著　大月書店　2006
- 『ヒューマンセクソロジー 確かな知性と豊かな感性で生きる21世紀の性 最新版』山本直英,村瀬幸浩共編著　一橋出版　2006
- 『「冬のソナタ」から見えてくるもの 韓流の韓国を訪ねて』岩本正光共編著　かもがわ出版　2006
- 『あなたは「三光作戦」を知っていますか』坂倉清共著　新日本出版社　2007　日本にも戦争があった ; 2
- 『戦争と性 韓国で「慰安婦」と向きあう』岩本正光共編著　かもがわ出版　2007
- 『イラスト版10歳からの性教育 子どもとマスターする51の性のしくみと命のだいじ』編 "人間と性"教育研究所著　合同出版　2008
- 『わたしは日本軍「慰安婦」だった 日本にも戦争があった 3』李容洙共著　新日本出版社　2009